# Jonny
Jonny ist ein männlicher Vorname.

## Herkunft und Bedeutung
Der Name ist eine Verkleinerungsform von John, die englische Form von Johannes, sowie vom hebräischen Jonathan.

Eine andere Schreibweise ist Johnny.

## Namensträger
- Jonny Buckland (* 1977), britischer Gitarrist
- Jonny Finstad (* 1966), norwegischer Politiker
- Jonny Greenwood (* 1971), britischer Musiker
- Jonny Hector (* 1964), schwedischer Schachgroßmeister
- Jonny Heykens (1884–1945), niederländischer Komponist
- Jonny Hill (* 1940), österreichischer Musiker
- Ernst J. Kiphard (1923–2010), deutscher Sportpädagoge
- Jonny Lang (* 1981), US-amerikanischer Musiker
- Jonny Lee Miller (* 1972), britischer Schauspieler
- Jonny Liesegang (1897–1961), deutscher Schriftsteller
- Jonny Moseley (* 1975), US-amerikanischer Freestyle-Skier
- Jonny Nilsson (1943–2022), schwedischer Eisschnellläufer
- Jonny Otten (* 1961), deutscher Fußballspieler
- Jonny Reid (* 1983), neuseeländischer Autorennfahrer
- Jonny Wilkinson (* 1979), englischer Rugbyspieler